# Seul Comme les pierres
Seul Comme les Pierres est une série de bandes dessinées de Wandrille Leroy répartie en trois tomes éditée par les éditions Warum.

## Albums
- In Love With Mauricette
- Ta gueule de l'emploi
- In Love With Internet